# Коли ти вийдеш заміж?
«Коли ти вийдеш заміж?» — український комедійний фільм 2025 року режисера Олексія Комаровського з Павлом Текучевим, Наталкою Денисенко й Тарасом Цимбалюком у головних ролях. Фільм знятий кінокомпаніями UnitedContentHUB, F Films та Idea Films, продюсерами є Андрій Ногін та Олексій Лимаренко. Прем'єра фільму в Україні відбулась 23 січня 2025 року, розповсюдженням займається компанія B&H Film Distribution Company.

## Синопсис
Талановита мистецтвознавиця Ксенія чудово розуміється на картинах, але геть не розбирається в чоловіках. ЇЇ довгоочікуване весілля зривається через зраду нареченого. З депресії тепер її може витягнути лише давня подруга, яка вмовляє Ксенію на авантюрну подорож до сонячної Хорватії. Курортні інтриги, звабливі пригоди, кримінальні перегони… Чим завершиться їх подорож — весіллям, чи в'язницею?

## Акторський склад
- Павло Текучев — Тео
- Наталка Денисенко — Ксенія
- Тарас Цимбалюк — Марк
- Антоніна Хижняк — Лора
- Домаґой Янкович — Антоніо
- Лідія Бачич

## Виробництво
Знімання фільму відбувалися в Україні та Хорватії. Перший тизер-трейлер був представлений на кіноринку 77-го Каннського міжнародного кінофестивалю. Окрім українських акторів, у фільмі знявся хорватський актор Домаґой Янкович і хорватська співачка Лідія Бачич.